# Salinesia atacamensis
Salinesia atacamensis is een halfvleugelig insect uit de familie Delphacidae. De wetenschappelijke naam van deze soort werd voor het eerst geldig gepubliceerd in 2019 door Campodonico en Coccia.